# Adela (serial din 2021)
Adela este un serial românesc, produs de Ruxandra Ion, prin compania Dream Film Production pentru Antena 1, ce a avut premiera pe 14 ianuarie 2021. Este o adaptare a serialului turcesc Bahar, viață furată. Este regizat de Radu Grigore, Ruxandra Ion și Bogdan Michael Dumitrescu.
Din distribuția producției TV fac parte actorii: Mara Oprea, Oana Moșneagu, Alecsandru Dunaev, Marian Râlea, Anca Sigartău, Ioana Abur, Anca Androne și Mihai Călin.

## Sinopsis
Adela urmărește povestea a două surori, Adela și Andreea, care au împărțit totul încă din copilărie. Acestea află că una din ele este în realitate fata unui om bogat și că destinul ei este menit să fie cu totul altul. Mama celor două fete, o femeie avară și rea, își trimite fiica adevărată, Andreea, în lumea bogaților. Astfel, Andreea își asumă identitatea surorii ei, Adela, și se mută din mahala într-o vilă luxoasă la Izvorani, proprietatea magnatului media Paul Andronic. Andreea crede că noua ei familie îi va oferi tot ce și-a dorit în viață și e capabilă de orice ca să își păstreze noua poziție socială, inclusiv să o mintă pe "sora" ei, Adela, care este de fapt adevărata moștenitoare .

## Distribuția
- Mara Oprea - Adela Andronic [4] este adevărata moștenitoare.
- Oana Moșneagu - Andreea Achim/Rădescu [4], soția lui Lucian. Andreea este o femeie hotărâtă și ambițioasă, simte că i-a sosit momentul să schimbe radical cursul vieții sale. În căutarea unei noi identități și a unei noi șanse, ea alege să își asume identitatea surorii ei, Adela, și să evadeze din mediul său natal, mahalaua, spre o lume de opulență și lux. Astfel, Andreea devine Adela și pășește într-o lume complet diferită, cea a bogăției și a statutului social înalta.
- Alecsandru Dunaev - Mihai Constantin [4] este un bărbat cu un trecut plin de provocări, a crescut într-un orfelinat, unde a învățat să lupte pentru fiecare oportunitate și să-și creeze propriul drum în lume. Cu un spirit hotărât și ambițios, el a urmat calea dreptului și a devenit avocat, în ciuda tuturor dificultăților pe care le-a întâmpinat.
- Daniel Nuță - Lucian Rădescu [5] pregătește o apariție spectaculoasă în cadrul trustului de presă condus de Paul Andronic, interpretat de Mihai Călin. Cu o carieră strălucitoare ca prezentator TV de top, Lucian emană carismă și farmec, atrăgând atenția tuturor femeilor frumoase din jurul său. Cu toate acestea, în spatele acestei fațade strălucitoare se ascunde un secret misterios, un puzzle ce va pune la încercare relațiile și evenimentele din poveste.
- Anca Sigartău - Nuți Achim [6] ia decizia să trimită pe fiica ei adevărată, Andreea, în lumea bogaților, văzând această oportunitate ca pe un potențial câștig personal. Fără a se lăsa condusă de sentimente maternale tradiționale, Nuți vede în noua situație a fiicei sale o șansă de a se conecta cu lumea elitistă și de a profita de pe urma acestei legături. Așa că, cu o abilitate impresionantă de a manipula oamenii și de a-și atinge propriile obiective, Nuți pune în mișcare această intriga intrigantă
- Marian Râlea - Mitu Achim [6] și soția sa, Nuți devin o adevărată familie pentru copilul nevinovat, Adela , oferindu-i căldură și dragoste în mijlocul unei situații dificile.
- Mihai Călin - Paul Andronic [7] este un personaj ce emană putere și ambiție în poveste. Moștenind un impresionant imperiu media la moartea tatălui său, el a ales să își dedice întreaga viață afacerii, transformând-o într-o prioritate supremă. Pentru Paul, acest imperiu media reprezintă nu doar o moștenire materială, ci și o manifestare a identității și a valorilor familiei sale.
- Carmen Ionescu - Martha Andronic [8]
- Romeo Visca - Valentin "Vali" Dincă [9] este un tânăr venit de la țară, din Petrești și este nepotul lui Traian Dincă. Aflând mai târziu că unchiul său a fost ucis, el își construiește un plan de a găsi vinovații și de a-i face sa plătească. El rămâne moștenitorul averii lui Traian și devine personaj cheie în acțiunea poveștii. Mai târziu, aflăm că este căsătorit cu Rodica dar aceasta îl abandonează, crezând că este nebun, nefiindu-i alături în căutarea adevărului despre unchiul său.
- Anca Androne - Delia Andronic [10]
- Bogdan Talașman - Dorin Drăghici[10]
- Andreea Ibacka - Mona Andronic (sezoanele 1-2) [7]
- Ioana Abur - Ana Maria Andronic [11]
- Cristina Ciobănașu - Livia Drăghici [8]
- Vlad Vîlciu - Luca Drăghici [8]
- Răzvan Fodor - Sebastian Lascu [12]
- Vlad Gherman - Călin Andronic [13]
- Nuami Dinescu - Florica [14]
- Ioana Ginghină - Mihaela "Michi" Scoarță [12]
- Mircea Gheorghiu - Nicolae "Nicu" Scoarță [12]
- Răzvan "Krem" Alexe - Adi [14]
- Maria Buză - Gina (sezonul 1) [15]
- Marius Rizea - Ilie [15]
- Dominique Lăcătuș - Tania [16]
- Ștefania Darzeu - Ica [15]
- Teodora Păcurar - Stela (sezoanele 1-2) [15]
- Alina Florescu - Laura [14]
- Ioana Blaj - Rodica Dincă [11] (sezoanele 1-3)
- Elena Mogîldea - Gia Ruben [11]
- Petru Ciobanu - Bebe (sezonul 1) [17]
- Toto Dumitrescu - Florin "Floppy" Ispas [18]
- Gelu Nitu - Gheorghe [19]
- Nicodim Ungureanu - ofițer Toma Lungu [20] (sezonul 3)
- Lucian Pavel - senator Alexandru Iftimie (sezonul 3) [21]
- Claudia Vasile - Raluca Iftimie (sezoanele 3-4) [22]
- Virginia Rogin - Tanti Mioara (sezoanele 3-4) [23]
- Conrad Mericoffer - Silviu Lungu (sezoanele 3-4)
- Iulia Verdeș - Vera Olaru (sezonul 4) [24]

### Cu participarea specială
- Doru Ana - Traian Dincă [9]
- Anastasia Chivu - Diana "Daiana" Coman [25]
- Jean Lemne - Doctor Georgescu
- Andrei Barbu - Ionescu Marius [26]
- Mathias Buduroi - Bogdan Constantin